# Astylosternus laticephalus
Espèce
Statut de conservation UICN

 NT  : Quasi menacé
Astylosternus laticephalus est une espèce d'amphibiens de la famille des Arthroleptidae.

## Répartition
Cette espèce se rencontre dans le Sud du Ghana et dans le sud-est de la Côte d'Ivoire.

## Publication originale
- Rödel, Hillers, Leaché, Kouamé, Ofori-Boateng, Diaz & Sandberger, 2012 : The genus Axtylosternus in the upper Guinea rainforests, West Africa, with the description of a new species (Amphibia: Anura: Arthroleptidae). Zootaxa, no 3245, p. 1-29.